# Ordódy Zsigmond
Ordódi Ordódy Zsigmond Antal (Nagyszombat, 1652. február 12. – Nagyszombat?, 1708. szeptember 21.) bölcseleti doktor, csanádi püspök.

## Élete
Ordódy István alnádor és Apponyi Borbála fia. 1671-ben Rómába ment a collegium-germanico-hungaricumba, ahol négy év alatt elvégezte a teológiát; az ezen alkalommal írt disputatióját érsekének ajánlotta. Visszatérvén hazájába, Szempcen lett plébános, míg 1676. július 1-jén esztergomi kanonokká neveztetett ki. 1684. augusztus 2-án nógrádi, 1689. augusztus 15-én zólyomi főesperessé léptették elő. Ez időtájt nyerte el a bélai apátságot is. 1690. március 4-től őrkanonok, 1692-től a királyi tábla ülnöke. 1693. október 4-től olvasókanonok és 1707. október 21-től nagyprépost lett. 1708-ban a király a cattarói címzetes püspökségről a csanádira emelte. 1705. októberétől bírta még a Szent Katalinról nevezett oltárjavadalmat is. 1708-ban hunyt el. Végrendeletében mindazon templomokról megemlékezett, amelyeket Mariazellbe való zarándoklása alkalmával meg szokott volt látogatni.

## Művei
- Sol in splendore suo occumbens. Dücsőséges Fényességében el-hanyatlott Nap. Az Az a nehai Tek. Nagys. Hasko Jakabnak, Emeritus Nitrai Püspöknek… csendes, boldogh el nyugovása. Kit temetési tiszteletek közöt Elő nyelvel, halotti dicsérettel ékesítet Ujhelyi Prepostságának Templomában, Szent András Havának tizen-negyedik napján…. Nagyszombat, 1695
- Columba Laureata. Ex Arca mortalis huius vitae, Ad foelicem immortalitatem evolans. Sive Dictio Funebris Qua Cels. ac Rev. Principi Dno Georgio Szécheni Archi-Episcopo Strigoniensi… in Funeralibus eiusdem Ezequiis, ac. publico Patriae Luctu, moestus Parentavit, Posonii 18. Martii. 1695
- Origo Rosarij Jesu Christi Domini Nostri Cum Indulgentijs, è Summis Pontificibus, & specialiter è Sanctissimo Domino Nostro Clemente X. Idem orantibus concessis. Praemittitur Synopsis Vitae B. Michaelis, Eremitae Camaldulensis & Rosarii hujus Inventoris. Triplex sequitur Modus illud recitandi & vitam Jesu Christi in illius recitatione contemplandi. Posonii, 1706 (névtelenül)